# Софийски зоопарк
Софийският зоопарк (официално – Общинско предприятие „Зоопарк – София") е една от атракциите в София. Той е сред Стоте национални туристически обекта на Българския туристически съюз. Понастоящем в софийската зоологическа градина се отглеждат голям брой екзотични животни, както и много животни, които са характерни за българските земи. На площ от 360 декара в зоопарка живеят 237 различни вида, от които 29 са застрашени видове, като общият брой на индивидите е повече от 2150. Годишното посещение е между 550 и 800 хиляди души, като броят им продължава да расте.
Официалният адрес и вход на Софийската зоологическа градина е ул. „Сребърна“ 1 (при западната граница на зоопарка). Тя обаче всъщност има два входа за посетители – освен западния вход откъм ул. „Сребърна“, зоологическата градина има и още един от източната му страна в близост до кръстовището на бул. „Г. М. Димитров“ и бул. „Симеоновско шосе“.

## История

### Царската зоологическа градина
Зоологическата градина в София съществува от 1888 г. Тогава тя не е разположена на сегашното си място, а в двора на бившия царски дворец. Първата животинска експозиция е тази на черен лешояд (картал). Животинската колекция бързо се разраства поради интереса на цар Фердинанд към колекционирането на диви животни. Фердинанд се интересувал особено от птици. Поради това скоро след възникването на зоологическата градина е изграден специален павилион, в който са пуснати фазани. Следващото попълнение на зоопарка е елен, а след него в градината трябвало да се поместят и двойка кафяви мечки. Територията, с която разполагали, се оказала недостатъчна, поради което царят заделил за целта част от царската ботаническа градина.
По това време теренът на царската ботаническа градина се намирал в края на града. Днес този терен е част от парка, намиращ се между бул. Евлоги и Христо Георгиеви (Перловска река), ул. Гурко и бул. Васил Левски (срещу бившата Спортна палата). През средата на терена, отреден за развитието на бъдещата зоологическа градина, минавало сухото корито на един от притоците на Перловска река. На терена имало само една стара сграда, която се използвала за складиране на зеленчуци и семена. Сградата била преотстъпена на бързоразвиващата се зоологическа градина. Продължило обогатяването на животинската колекция. Интересите на царя се насочили и извън рамките на България. През 1892 г. в зоопарка били докарани първите два лъва. В сграда, в която да се помещават двата хищника, била преустроена дотогавашната сграда за фураж и зърно. Още през същата година двата лъва дават поколение – едно мъжко лъвче.
През 1893 г. за управител на софийския зоопарк бил назначен орнитологът Д-р Паул Леверкюн. Основният принос на Леверкюн е в построяването на голям брой клетки и помощни сгради, които по-късно спомагат за по-бързото разрастване на зоологическата градина. През периода на неговото управление е построена и солидната сграда, в която по-късно биват настанени и първите бели мечки. Три години по-късно на този пост бива назначен дотогавашният главен ловец на двореца, Бернард Курциус. Той пристига в България заедно с цар Фердинанд. Курциус остава на този пост в продължение на над 40 години.
През 1894 г. е построен първият басейн на територията на зоопарка. Тогава басейнът е зает от няколко розови пеликана. През същата година е докарана първата едногърба камила. През 1894 г., както и през следващите години са разширени значително колекциите от птици и бозайници. През 1895 г. е построена голяма куполовидна клетка, предназначена за едрите грабливи птици. През същата година в нея са пуснати и два брадати лешояда. През следващите десетина години броят им нараства значително. Последният брадат лешояд в зоопарка умира на 21.12.1947 г.

### Зоологическата градина в годините след Втората световна война
Към 1950 г. в зоологическата градина се отглеждат над 2000 гръбначни животни, които привличат над 400 000 посетители годишно.
В началото на 1966 г. идейният проект за новия зоопарк, изработен от архитектите Радославов и Илиев, е готов. Планирано е той да бъде в Горни Лозенец (част от кв. Лозенец), близо до планината Витоша. Изграждането му да става на три етапа в продължение на петнадесет години.
След като строежът е почти завършен, през 1983 г. подготовката за местенето на животните започва. Изработват се десетки специални дървени сандъци по германски образец за транспортирането на различните животни. За слоницата Савитри е предвидена огромна метална клетка. Голямото местене се осъществява през 1984 г. и се превръща в голямо изпитание за хората и за животните.
От стария зоопарк остават сградите на мечкарника и слонарника, които са с безспорна архитектурна стойност. По-късно и те са разрушени напълно.
На 10 септември 1984 г. новият зоопарк, построен от Строителни войски, е открит и отворен за посетители. Растителността е грижливо подбрана, все още има много открити пространства. Колекцията от животни е впечатляваща. Сред най-атрактивните видове са индийски слонове, бели и кафяви мечки, бърнеста мечка, тигри, лъвове, хиенови кучета, шимпанзета, антилопи нилгау, зебута, европейски видри и др.
За периода 1984 – 1985 г. директори на Зоологическа градина – София са били Д-р Станчо Матевски, Адриан Ставракиев и Д-р Николай Бинев. От 1985 до 2014 г. директор е д-р Иван Иванов.
От 2014 г. до края на 2016 г. директор на ОП „Зоологическа градина–София“ е Д-р Манол Нейков, а след това – Добромир Бориславов.

## Обитатели

### Разпределение на обитателите покласове
- клас Бозайници – 368 индивида от 76 вида;
- клас Птици – 423 индивида от 70 вида;
- клас Влечуги – 90 индивида от 34 вида;
- клас Земноводни – 7 индивида от 3 вида;
- клас Риби – 934 индивида от 95 вида;
- клас Безгръбначни – 77 индивида от 3 вида.[6]

### Сектори

#### Сектор „Тревопасни и примати“
Тук живеят 95 представители на 27 животински вида.
Представители: бял носорог, хипопотам, хипопотам джудже, индийски слон, такин мишми, ръждиво кенгуру, патагонска мара, адакс, двугърба камила, лама, равнинна зебра, ватусен африкански първобитен неопитомен бик (анколе), обикновена антилопа кана, кафяво личи, източноазиатски петнист елен (сика), дива коза, лопатар, благороден елен, гривест козирог, камерунска мини коза, муфлон, огърличесто пекари, дива свиня, американски бизон, домашен як, пони, бяло магаре от Азинара, кафяв качулат капуцин, белорък гибон, котешки лемур, мармозетка на Жофруа, джуджевидна мармозетка, лъвски макак, ханумански лангур, мантиест павиан, лапундер, макак резус, колобус, дик-дик.
Това е най-големият по площ сектор от всички, който заема повече от половината на територията. Разделена е на следните подсектори:
- Зала „Гиганти“ – отглеждат се слон, носорог и хипопотами (4 гледачи);
- Подсектор „Тревопасни животни“ – отглеждани на открито в големи външни заграждения с прилежащи сгради с вътрешни помещения (6 гледача);
- Зала „Маймуни 1“ и Зала „Маймуни 2“ – в сектора живеят 45 примата, представители на 10 животински вида.

Има закрити и открити заграждения. Животните се обслужват от петима гледача и уредник зооколекция – ветеринарен лекар.

#### Сектор „Хищници“
В него живеят 110 представители на 29 животински вида.
Представители: северноафрикански барберийски лъв, сибирски тигър, бенгалски тигър, персийски леопард, барс, ягуар, пума, евроазиатски рис, сервал, блатен рис, хималайска мечка, евроазиатска кафява мечка, кафява мечка гризли, американска черна мечка, бърнеста мечка, ивичеста хиена, вълк, червена лисица, чакал, язовец, носато мече, ивичеста мангуста, белоопашата мангуста, тигрова генета, азиатска палмова цивета, сурикат, азиатска късоноктеста видра, енот, ивичест скункс, пор фуро.
Състои се от:
- Зала „Големи котки, терариум и аквариум“ – животните са в закрити и открити заграждения;
- Секция „Дребни хищници“ – отглеждат се лисици, мангусти, сервали, чакали и други;
- Подсектор „Мечкарник“ – отглеждат се мечки и ивичести хиени.

В сектора работят осем гледачи. Зоологическата градина разполага с уредник зооколекция – магистър по зоология.

#### Сектор „Птици“
В сектора живеят 421 представители на 68 вида птици.
Представители: египетски лешояд, белоглав лешояд, горска улулица, забулена сова, бухал, гарван гробар, керкенез, голям ястреб, скален орел, мишелов на Харис, малък креслив орел, щраус, голямо ему, обикновено нанду, зелен тукан, жако, пъстра розела, вълнист папагал, нимфа, неразделен папагал, смехурка, домашен гълъб, розов пеликан, къдроглав пеликан, червен ибис, черен лебед, поен лебед, ням лебед, огърличесто бърне, оринокска гъска, мандаринка, лебедоподобна гъска, белобуза гъска, египетска гъска, домашна патица, индийски син паун, сребърен фазан, златен фазан, ловен фазан, домашна кокошка, сивобуза птица носорог, бял щъркел.
Състои се от:
- Секция „Фазанерия“;
- Голяма волиера за орли и лешояди;
- Езеро за водоплаващи птици;
- Колекция от бягащи, нелетящи птици – щраус, нанду, ему.

Персоналът се състои от петима гледачи и уредник зооколекция – магистър по биология.

#### Сектор „Аквариум, терариум и вивариум“
В терариума живеят 184 представители на 46 животински вида. В аквариума се отглеждат 934 екземпляра от 95 вида морски животни. Има инсектариум, където живеят 90 индивида от 7 вида насекоми.
Представители: риба клоун, медноивичеста риба пеперуда, син танг, жълт танг, мистус, ацеи, птеригоплихт, риба нож, хелер, червена пираня, сребърна аруана, етиопски протоптерус, птерапогон, африканска шпореста костенурка, нилски крокодил, крокодилов кайман, саванен варан, воден варан, зелена игуана, зелен василиск, йеменски хамелеон, брадата агама, цветна агама, дебелоопашат гекон, мадагаскарски гекон, леопардов гекон, китайска кожеста костенурка, червенокрака костенурка, шипоопашата костенурка, тигров питон, тигров питон албинос, парагвайска анаконда, планинска кралска змия, аметистов питон, захарна торбеста катеричка, чинчила, дегу, бодлокожа мишка, монголски джербил, домашен заек, морско свинче, четирипръст таралеж, прерийно кученце, нутрия.
- Аквариумът и терариумът са разположени заедно в помещението с големите котки;
- Вивариумът се намира в отделно помещение към служебната част на Зоопарка.

В сектора работят петима гледачи, с уредник зооколекция – магистър по зоология.

#### Сектор „Учебно-образователен“
В него живеят 12 представители на 9 животински вида. Разположен е в обособена сграда Екологичен Научно-Образователен Център. Занимава се с организацията на образователни дейности с деца и посетители, обучава персонала на Зоологическа градина София. Разработва научноизследователски и природозащитни проекти. В сектора работят двама еколози и ръководител – магистър по екология.

#### Сектор „Хранене на животни“
Организирано е специално помещение-кухня, в служебната сграда на Зоопарка, където се съхраняват, приготвят и разпределят дневния порцион на животните. Разполага с четирима работници, 1 снабдител и 1 отговорник сектор.

#### Сектор „Техническо обезпечаване, транспорт и озеленяване“
Разполага с шестима работници – шофьор; двама отговорници за поддръжка на сградите; водопроводчик; двама служители, които отговарят за чистота и поддръжката на зелените площи и ръководител.

#### Сектор „Ветеринарна клиника“
Състои се от:
- Ветеринарна клиника;
- Карантинно отделение.

Двете звена се помещават в служебната част на Зоопарка и разполагат с общо трима ветеринарни лекари, двама гледачи, главен лекар, рентгенолог-анестезиолог, отговорник карантинно отделение и ветеринарен лекар-консултант. Звената обслужват само Зоологическа градина София и не работи с външни клиенти.

## Връзка на градски транспорт
- Автобусни линии 64, 66, 83, 88, 98, 120, 288 и 805 (западен вход откъм ул. „Сребърна“), Автобусни линии 67 и 102 (източен вход откъм бул. „Симеоновско шосе“).